# Лука Юричич
Лука Юричич (босн. Luka Juričić, нар. 25 листопада 1996, Нойштадт-на-Айші) — боснійський футболіст, нападник вірменського клубу «Пюнік».
Виступав, зокрема, за «Желєзнічар» та «ЧФР Клуж», а також молодіжну збірну Боснії і Герцеговини.

## Клубна кар'єра
Народився 25 листопада 1996 року в німецькому місті Нойштадт-на-Айші. Вихованець юнацьких команд боснійських футбольних клубів «Зріньскі» та «Широкі Брієг». 2015 року для отримання ігрової практики був відданий в оренду у нижчоліговий хорватський клуб «Неретванац», в яком провів один сезон.
2016 року Юричич повернувся у «Широкі Брієг». 8 квітня 2017 року в матчі проти «Вітеза» він дебютував у чемпіонаті Боснії і Герцеговини і у своєму дебютному сезоні за рідний клуб здобув Кубок Боснії і Герцеговини, але у тому турнірі на поле не виходив.
Згодом з 2018 по 2020 рік грав у складі нижчолігових хорватських команд «Неретванац», «Неретва» (Меткович) та «Шибеник», вигравши з останньою Другу лігу.
Влітку 2020 року Юричич повернувся до Боснії, підписавши контракт із «Желєзнічаром». 1 серпня в матчі проти «Вележа» він дебютував за нову команду і у тому ж матчі забив свій перший гол за клуб. Загалом провів у команді півтора роки, забивши 12 голів у 44 іграх в усіх турнірах.
На початку 2022 року Юричич перейшов до південнокорейського «Кімпхо Сітізен». 15 березня у матчі проти «Гангхам Асан» він дебютував у K-Лізі 2. Втіму новій команді Лука не закріпився і 3 липня 2022 року уклав контракт з віоменським «Пюніком», у складі якого провів наступний рік своєї кар'єри гравця. Більшість часу, проведеного у складі «Пюніка», був основним гравцем атакувальної ланки команди і одним з головних бомбардирів команди, маючи середню результативність на рівні 0,59 гола за гру першості, ставши за підсумками сезону 2022/23 найкращим бомбардиром чемпіонату Вірменії, забивши 17 м'ячів.
22 серпня 2023 року Юричич підписав контракт з клубом румунської Ліги I «ЧФР Клуж», але тут результативність боснійця не була такою високою, тому 19 січня 2024 року він повернувся в «Пюнік» на правах оренди до кінця сезону.

## Виступи за збірну
2014 року залучався до складу молодіжної збірної Боснії і Герцеговини. На молодіжному рівні зіграв у 3 офіційних матчах, забив 2 голи.

## Досягнення
- Володар Кубка Боснії і Герцеговини: 2016/17

### Індивідуальні
- Найкращий бомбардир чемпіонату Вірменії: 2022/23 (17 м'ячів)